# Erythroxylum skutchii
Erythroxylum skutchii là một loài thực vật có hoa trong họ Erythroxylaceae. Loài này được Standl. mô tả khoa học đầu tiên năm 1940.